# والتر ليزلي دونكان
والتر ليزلي دونكان (بالإنجليزية: Walter Duncan)‏ هو سياسي أسترالي، ولد في 14 فبراير 1883 في آرمدال في أستراليا، وتوفي في 28 مايو 1947 في أستراليا. حزبياً، نشط في Nationalist Party (Australia) ‏. وقد انتخب عضو مجلس الشيوخ الأسترالي ‏ عن دائرة نيوساوث ويلز ‏ (1 يوليو 1920 – 1 ديسمبر 1931).